# Пётр IV (царь Болгарии)
Пётр IV (болг. Теодор-Петър) — болгарский царь, основатель династии Асеней и Второго Болгарского царства, старший брат царя Ивана Асеня I и царя Калояна, дядя царя Ивана Асеня II.

## Имя
До своего провозглашения царем в 1185 году, Петр IV именовался Тодором (Феодором). Изменение имени указывает на попытку обеспечить легитимность путём установления связи с царем Петром I, чье имя использовалось предыдущими руководителями восстаний против византийского господства в 1040 и 1072 годах. В некоторых источниках это имя представлено как Slavopetăr («славный Петр») и Kalopetăr («добрый Петр»).

## Восстание
В 1185 году Тодор и его младший брат Иван Асень восстали против византийского императора Исаака II Ангела. Поводом к бунту стал отказ императора на встрече в Кипселе даровать братьям пронию — право сбора налогов на контролируемых ими землях. Братья вернулись домой в Мёзию, где население было недовольно новыми налогами, введенными византийским императором для финансирования его брака с Маргаритой Венгерской и войны против сицилийцев. Пользуясь этим, Асени подняли восстание против византийского господства.
Восставшие не смогли сразу захватить историческую столицу Болгарии Преслав, но провозгласили новую столицу в Тырново. В 1186 году повстанцы потерпели поражение, но Исааку II не удалось воспользоваться своей победой, и ему пришлось вернуться в Константинополь. При поддержке половцев, живших к северу от Дуная, Петр IV и Иван Асень восстановили силы и ворвались во Фракию. Когда Исаак II Ангел вернулся в Мёзию в 1187 году, он не смог захватить Велико-Тырново и Ловеч, и был вынужден подписать мир, признав независимость Второго Болгарского царства.

## Царь Болгарии
Во время Третьего крестового похода в 1189 году, когда император греков поссорился с немецким императором Фридрихом I Барбароссой, Петр IV и Иван Асень I предложили немцам военную помощь. В 1190 году греки продвинулись к Велико-Тырново и осадили его, но отступили, услышав о приближающихся с севера половцах. В ходе отступления византийский император попал в засаду, устроенную Иваном Асенем на балканских перевалах, и едва спасся, потеряв большую часть войска.
Победа над греками вывела Ивана на первый план, и Петр, по-видимому, признал его соправителем. Оставив Велико-Тырново под управлением брата, Петр удалился в Преслав, при этом не отказавшись от престола. Иван Асень I был убит в 1196 году заговорщиком Иванко. Петр IV двинулся на Велико-Тырново и осадил там убийцу брата. Иванко бежал в Византию. Примерно через год, в 1197 году, Петр IV также был убит заговорщиками. Преемником стал его младший брат Калоян (Ivanica/Ioanica), с которым он, по-видимому, делил престол с 1196 года.